# Tirana International Hotel
Hotel International Tirana se nachází v albánské metropoli Tiraně, na severní straně Skanderbegova náměstí, na začátku Třídy Zogu I. Jedná se o historicky jednu z nejstarších výškových staveb ve městě. Mezi místním obyvatelstvem je znám také pod přesdívkou Pesëmbëdhjetëkatëshi, doslova patnáctipatrák).
Hotel International Tirana má standard čtyřhvězdičkového hotelu. V současné době má k dispozici 168 pokojů, které se nacházejí v 15 patrech.

## Historie
Hotel byl zbudován v závěru 70. let 20. století jako první moderní hotel v tehdejší socialistické Albánii. Vznikl podle návrhu albánské architektky Valentiny Pistoli, která pocházela z východoalbánského města Korçë. Investorem byla albánská vláda. Po svém dokončení sloužil výhradně pro zahraniční návštěvníky, především obchodníky a zástupce zahraničních vlád. Nesl název Hotel Tirana. Jednalo se tehdy o nejvyšší stavbu ve městě.
V roce 1991 mělo hlavní město Tirana k dispozici pouze dva hotely (vč. Hotelu Tirana), které byly vhodné pro zahraniční návštěvy.
V roce 2001 byla provedena komplexní rekonstrukce budovy, kterou provedla italská společnost. V té době zastaralá stavba musela být kompletně přestavěna; bylo např. přistavěno nouzové schodiště.
V letech 2000 až 2015 byla budova hotelu evidována jako kulturní památka. Stavba byla ze seznamu památek vyškrtnuta, protože se jedná o modernistický objekt bez jakýchkoliv známek historických nebo jinak hodnotných architektonických prvků.